# 다시 만난 너
《다시 만난 너》는 2019년 9월 8일부터 2019년 10월 17일까지 방영한 웹드라마이다. 틴플레이리스트 시리즈의 네 번째 작품으로 17살의 고1을 배경으로 하고 있다. 총 12부로 방영되었다.

## 줄거리(로그라인)
중학교 시절 심한 따돌림을 당한 적이 있는 주인공 우지수는 학원에서 우연히 만나게 된 소미지라는 친구에게 처음으로 자신의 아픈 과거와 비밀을 털어 놓는다. 하지만 자신의 비밀을 모두 알고 있는 미지가 같은 학교로 전학을 오게 되면서 지수는 혼란에 빠지게 되고, 미지의 등장과 동시에 친구들과의 관계에도 조금씩 균열이 일기 시작한다.

## 등장인물

### 배우/배역
- 김누리 - 우지수 역
- 김서연 - 소미지 역
- 이진솔 - 하다솜 역
- 정수빈 - 조아성 역
- 김민철 - 이유재 역
- 미나미 리호 - 리호 역
- 김혜원 - 강아라 역

### 특별출연
- 에이틴 시리즈에서 김하나 역을 맡은 이나은이 특별출연 하였다.
- 유명 인터넷 강의 회사 메가스터디에서 수학 강사로 활동하는 현우진 강사가 특별출연 하였다.[1]

## 에피소드
- 1화 : 짝사랑 절대 들키면 안 되는 최악의 상황 (부제 : 짝사랑을 들키면 안되는 이유) - 업로드 일 : 2019년 9월 8일
- 2화 : 절친 사이에 끼어드는 애들 꼭 있음 (부제 : 전학생에게 친구를 뺏겼다) - 업로드 일 : 2019년 9월 12일
- 3화 : 충격) 절친이 내 남친이랑 바람났다 (부제 : 너 내 남친이랑 뭐해?) - 업로드 일 : 2019년 9월 15일
- 4화 : 헛소문이 사실이 되는 과정 (부제 : 친구들이 나를 싫어한다) - 업로드 일 : 2019년 9월 19일
- 5화 : 내 과거를 전부 아는 친구가 있다면? (부제 : 친구들에게 과거를 숨긴 이유) - 업로드 일 : 2019년 9월 22일
- 6화 : 내 편인 줄 알았던 친구의 반전 (부제 : 짝녀의 친구가 이상하다) - 업로드 일 : 2019년 9월 26일
- 7화 : 힘든 친구를 위로하는 최고의 방법 (부제 : 절친이 아이돌연습생 그만둔 이유) - 업로드 일 : 2019년 9월 29일
- 8화 : 첫 데이트에서 일어난 최악의 상황 (부제 : 내 인생 첫 데이트를 망쳤다) - 업로드 일 : 2019년 10월 3일
- 9화 : 절친이 쓰레기라는 걸 알았을 때 (부제 : 네가 내 친구 왕따시켰냐?) - 업로드 일 : 2019년 10월 6일
- 10화 : 억울하게 왕따가 되는 과정 (부제 : 친한 친구가 나를 따돌린 이유) - 업로드 일 : 2019년 10월 10일
- 11화 : 소문을 그대로 믿으면 안되는 이유 (부제 : 너도 이런 X같은 기분이었어?) - 업로드 일 : 2019년 10월 13일
- 12화 : 나를 버렸던 널 용서할 수 있을까 (부제 : 네가 나 왕따시킨 거 맞아?) - 업로드 일 : 2019년 10월 17일

### 비하인드
- 절친이 아이돌 연습생일 때 벌어지는 일 - 업로드 일 : 2019년 9월 18일
- 현역 아이돌이랑 노래방 가면 이런 기분? - 업로드 일 : 2019년 9월 23일
- 커플 연기하던 아이돌 입맞춘 사연 - 업로드 일 : 2019년 9월 28일
- 또래들끼리 드라마 찍으면 생기는 일 - 업로드 일 : 2019년 10월 4일
- 배우들끼리 진짜 친하면 벌어지는 일 - 업로드 일 : 2019년 10월 20일

### 스페셜 영상
```
2019년
 
10월 20일
 5시 30분 플레이리스트라는 유튜브 채널에서 다시 만난 LIVE라는 제목으로 스페셜 라이브 방송을 진행하였다. 총 누적 조회수는 182,502회를 기록하고 있다.
```

이 스페셜 영상은 김누리, 김서연, 이진솔, 정수빈, 김민철 총 5명의 주인공 배우가 출현하였다. 이 날 리호 역을 맡은 미나미 리호 배우님은 해외에 있어 자리에 참석하지 못 하였지만, 영상통화를 통해 볼 수 있었다.
2019년 9월 27일에 에이프릴 멤버 이진솔과 빅톤 멤버 정수빈이 부른 '다만 너 - 박경 COVER (다시 만난 너 OST) by 커버리스트 X 다만너'영상이 올라왔다.

## OST
국내 남자 아이돌 그룹 블락비의 멤버 박경이 2019년 9월 26일 다만 너라는 곡을 발매했다. 이 곡의 영상은 2019년 9월 25일에 플레이리스트 유튜브 채널에서 선공개되었다. 비밀을 가진 열일곱 10대들의 성장 드라마,‘다시 만난 너' 지수와 미지의 이야기. 벗어날 수 없는 과거의 일로 얽혀 있는 두 사람, 서로 상처를 주고 받으며 아픔을 겪지만 결국은 아픔을 이겨내고 밝은 날이 오기를 기다리는 마음을 담은 곡이다.

## 여담
- 본방송을 하기 전 연애플레이리스트(연플리)의 정풂티비를 통해 이 웹드라마의 티저가 공개되었다.[4]
- 이 웹드라마는 에이틴 시리즈의 후속작으로 홍보 되었지만 등장인물과 스토리 구성이 전혀 다르기에 에이틴 시즌3의 개념은 아니라고 봐야한다.[5]
- 플레이리스트 작품 전체가 같은 세계관을 공유하기 때문에 에이틴과의 연관이 아예 없는 것은 아니라고 볼 수 있다. 서연고라는 같은 학교에서 벌어지는 다른 이야기이라고 볼 수 있다.[6]
- 이 웹드라마의 첫 화에서 에이틴 시리즈에 김하나 역을 맡은 이나은이 특별출연 하였다.[7]
- 메가스터디 1타 수학 강사 현우진이 카메오로 출현하였다.
- 에이틴 시리즈의 김하나 역을 맡은 이나은과 이 웹드라마의 하다솜 역을 맡은 이진솔은 에이프릴이라는 같은 걸그룹 멤버이다.
- 빅톤 멤버들의 다이어리 영상 채널 VICTON 빅톤에서 VICTON diary EP.32 (다시 만난 수빈이의 다.만.너 촬영 현장!!)라는 제목으로 영상이 올라왔다.

## 굿즈
- 총 4가지 품목이 있으며 PLAYLIST STORE에서 구매 가능하다.
- 플레이리스트 스토어 다만너 홀로그램 젤리케이스 5 type[8]
- 플레이리스트 스토어 다만너X모아트 리퀴드 립 아트+아이브로우 SET[9]
- 플레이리스트 스토어 다만너X모아트 리퀴드 립 아트+펜 라이너 SET[10]
- 플레이리스트 스토어 다만너X모아트 리퀴드 립 아트[11]

## 같이 보기
- 에이틴
- 일진에게 찍혔을 때
- 열일곱
- 인서울 - 내가 독립하는 유일한 방법
- 인서울2
- 통통한 연애
- 엑스엑스(XX)
- 좋맛탱